# Chicha
Chicha là một từ tiếng Tây Ban Nha cho các loại đồ uống lên men truyền thống bắt nguồn từ vùng Andes ở Nam Mỹ. Nó có thể được làm từ ngô, gốc sắn (còn được gọi là yuca hay cassava) hoặc hoa quả cùng với những thứ khác. Trong Đế chế Inca, phụ nữ thường được dạy các kỹ thuật để làm chicha trong các Acllahuasis (trường dành cho nữ giới). Chicha de jora được chuẩn bị bằng ngô nảy mầm, làm thành đường mạch nha, đun sôi dịch mạch nha, và lên men trong các thùng lớn, chum đất nung lớn truyền thống trong vài ngày. Trong một số nền văn hóa, thay vì ngô nảy mầm, họ dùng bột ngô, ngô đặt ở dưới đất, được làm ẩm bằng miệng của người làm chicha và tạo hình thành các quả bóng nhỏ, sau đó được làm dẹt và làm khô. Các enzyme diastase tự nhiên trong nước bọt của người làm chicha xúc tác phân hủy tinh bột ngô thành đường mantoza. Chicha de jora được làm và dùng trong các cộng đồng khắp dùng Andes trong nhiều thế kỷ. Người Inca dùng chicha cho mục đích nghi lễ và tiêu thụ số lượng lớn trong các lễ hội tôn giáo. Những năm gần đây, Chicha truyền thống ngày càng trở nên hiếm hoi. Chỉ một số ít các thị trấn và làng mạc ở miền nam Peru và Bolivia hiện vẫn còn làm loại đồ uống này.
Chicha de jora đã được sản xuất và tiêu thụ trong các cộng đồng khắp trong Andes trong nhiều thiên niên kỷ. Người Inca sử dụng Chicha cho mục đích nghi lễ và tiêu thụ với số lượng lớn trong các lễ hội tôn giáo. Các xưởng có thể đã sản xuất loại rượu chicha có thể được tìm thấy tại Machu Picchu.
Trong Đế chế Inca phụ nữ được dạy những kỹ thuật sản xuất bia Chicha Aqlla Wasi (các trường nữ).
Trong những năm gần đây, tuy nhiên, Chicha truyền thống chuẩn bị ngày càng trở nên hiếm hoi. Chỉ một số ít các thị trấn và làng mạc ở Peru, Ecuador, Colombia, Costa Rica, là nó vẫn chuẩn bị sẵn sàng. 
Nó vẫn còn rất phổ biến khắp miền nam Peru, được bán tại tất cả các thị trấn nhỏ và khu dân cư của thành phố lớn. Thông thường bán trong chicherias bao gồm một phòng không sử dụng hoặc một góc của sân nhà, các doanh nghiệp này nói chung không có giấy phép có thể tạo nguồn thu đáng kể thu nhập của gia đình. Những quán bán rượu này được xác định bởi một cột tre gắn chìa ra cửa mở, trang trí bằng (thường là màu đỏ) cờ, hoa, băng hoặc các túi nhựa màu.